# Леарх
Леа́рх (грец. Learchos) — персонаж давньогрецької міфології, син Атаманта та Іно, брат морського божества Мелікерта.
Батько Леарха був царем мініїв в беотійському місті Орхомен, а мати приходилась донькою фіванському царю Кадму. Одного разу батько Леарха узяв на виховання Діоніса, чим накликав гнів богині Гери. Як кару за цей вчинок богиня наслала на Атаманта безумство, під нападом якого цар прийняв власного сина за оленя та застрелив його із лука Леархового сина.
За іншою розповіддю, Тісіфона за наказом Гери наслала на Афаманта безумство, і він розбив обличчя немовляти об камінь.